# 日本卸電力取引所
一般社団法人日本卸電力取引所（にっぽんおろしでんりょくとりひきしょ、英: Japan Electric Power Exchange、略称: JEPX）は、電力の現物取引および先渡取引などを仲介する取引所の社団法人である。

## 市場
以下の市場を扱っている。
一日前市場（スポット市場）
翌日に受け渡しをする市場。24時間を30分毎に48分割して各時間区分で取引される。取引単位は0.1MW（50kWh）。価格はkWhあたりの価格を0.01円刻み。
当日市場（時間前市場）
受け渡しの1時間前まで取引可能。発電不調や想定外の需要増加などのための市場。
先渡市場
受け渡し期間は1年間、1ヶ月、1週間が対象。
間接送電権市場
ベースロード取引市場
1年間（4月～翌年3月）または2年間固定価格・固定量で電気を受け渡す契約。売り手は石炭火力、水力、原子力などによる発電が対象。
掲示板市場（分散型・グリーン売電市場）
非化石価値取引市場
スポット市場を元にした電力デリバティブに関しては電力デリバティブを参照。

## 沿革
2003年の電気事業分科会による卸電力市場の創設についての報告を受け、同年11月に有限責任中間法人として設立された。2004年より取引会員を募り、2005年4月1日より電気の現物取引がスタートした。その後、グリーン電力卸取引（2008年11月）、先渡市場取引（2009年4月）、時間前市場取引（2009年5月）、分散型・グリーン売電市場取引（2012年6月）も開始している。2009年には公益法人制度改革に伴い、一般社団法人に改組した。
2016年4月には電気事業法に基づく国の指定法人に指定され、その後、経済産業省総合資源エネルギー調査会に設置された委員会報告を受け、非化石価値取引市場（2018年5月）・間接送電権市場（2019年4月）・ベースロード市場（2019年8月）を開設している。

## 取引会員
取引を行うには取引会員もしくは特別取引会員（一般送配電事業者）となることが必要で、取引会員は319社（2024年8月13日現在）。以下が主な取引会員。
- 北海道電力・東北電力・東京電力・中部電力・中国電力・北陸電力・関西電力・四国電力・九州電力
- 電源開発・東京ガス・大阪ガス・丸紅・新日鉄エンジニアリング

取引は取引会員及び特別取引会員のみ行うことができる。電力の購入や売却は取引会員を経由して行う。